# ゼム
ゼム（Them）は、北アイルランドのロック・バンド。ヴァン・モリソンが在籍したことで知られる。

## キャリア
メンバーはヴァン・モリソン（ボーカル）、ビリー・ハリソン（ギター）、エリック・リクセン（キーボード）ほか。
モリソンを中心にベルファストで結成、1964年にデビュー。1965年にファーストアルバム『ゼム・ファースト〜アングリー・ヤング・ゼム』The Angry Young Themを発表。シングル「ベイビー・プリーズ・ドント・ゴー」のB面「グローリア」がヒットして名を上げる。続いて「ヒア・カムズ・ザ・ナイト」が全英2位の大ヒット、アメリカでも24位とそこそこのヒットを記録する。
1966年『ゼム・アゲイン』発表。同年、モリソンが脱退した後も活動継続。1968年、スウェーデン盤でアルバムを発表。1970年代初頭まで活動を続けた。
1979年にモリソン抜きで一時的に再結成している。

## ディスコグラフィ

### アルバム
- 『ゼム・ファースト〜アングリー・ヤング・ゼム』 - The Angry Young Them (1965年)
- 『ゼム・アゲイン』 - Them Again (1966年)
- 『ベルファスト・ジプシーズ』 - Belfast Gypsies (1967年)
- 『ナウ・アンド・ゼム』 - Now And Them (1968年)
- 『タイム・アウト! タイム・イン・フォー・ゼム』 - Time Out! Time In For Them (1968年)
- 『ゼム』 - Them (1970年)
- 『ゼム・イン・リアリティー』 - Them In Reality (1971年)
- 『シャット・ユア・マウス』 - Shut Your Mouth (1979年)